# خواکین ونتورا
خواکین ونتورا (اسپانیایی: Joaquín Ventura‎؛ زادهٔ ۲۷ اکتبر ۱۹۵۶) بازیکن فوتبال اهل السالوادور بود.
وی همچنین در تیم ملی فوتبال السالوادور بازی کرده‌است.